# Alvar Andersson (politiker)
Martin Alvar Andersson (i riksdagen kallad Andersson i Knäred), född 27 oktober 1913 i Knäred, Hallands län, död 11 december 1999 i Knäred, var en svensk politiker (c).
Andersson satt i riksdagens första kammare 1954–1958 för Kronobergs läns och Hallands läns valkrets, och i andra kammaren för Hallands läns valkrets 1961–1964 samt 1969–1970, han var också ledamot av enkammarriksdagen 1971–1979. Hans aktivitet i riksdagen hade ett fokus på bostadspolitik, skatter och sociala frågor. Han var även aktiv i LRF och IOGT. Alvar Andersson är begravd på Knäreds kyrkogård.